# Theodor Wijkander (1880–1948)
Anders Emil Theodor Wijkander i riksdagen kallad Wijkander i Göteborg, född 4 oktober 1880 i Lund, död 14 september 1948 i Göteborg, var en svensk försäkringsdirektör och politiker (liberal). Han var son till professorn och riksdagsmannen August Wijkander.
Theodor Wijkander avlade hovrättsexamen vid Lunds universitet 1906 och blev samma år juris utriusque kandidat. År 1909 anställdes han i Brand- och livförsäkrings AB Svea och var företagets verkställande direktör 1920–1942. Han hade också en rad andra uppdrag i försäkringsväsendet och var ordförande i Göteborgs handelskammare 1938–1948.
Inom riksdagspolitiken var Wijkander ledamot av andra kammaren för Göteborgs stads valkrets 1931–1932. Han var bland annat suppleant i andra kammarens andra tillfälliga utskott 1931–1932 och engagerade sig främst i skatte- och försäkringsfrågor. Wijkander är begravd på Östra kyrkogården i Göteborg.